# Benito Daza de Valdés
Benito Daza de Valdés (Córdoba, 31 de marzo de 1591-Sevilla, 1634). Jurista y óptico castellano, es autor del primer libro sobre optometría en español.

## Biografía

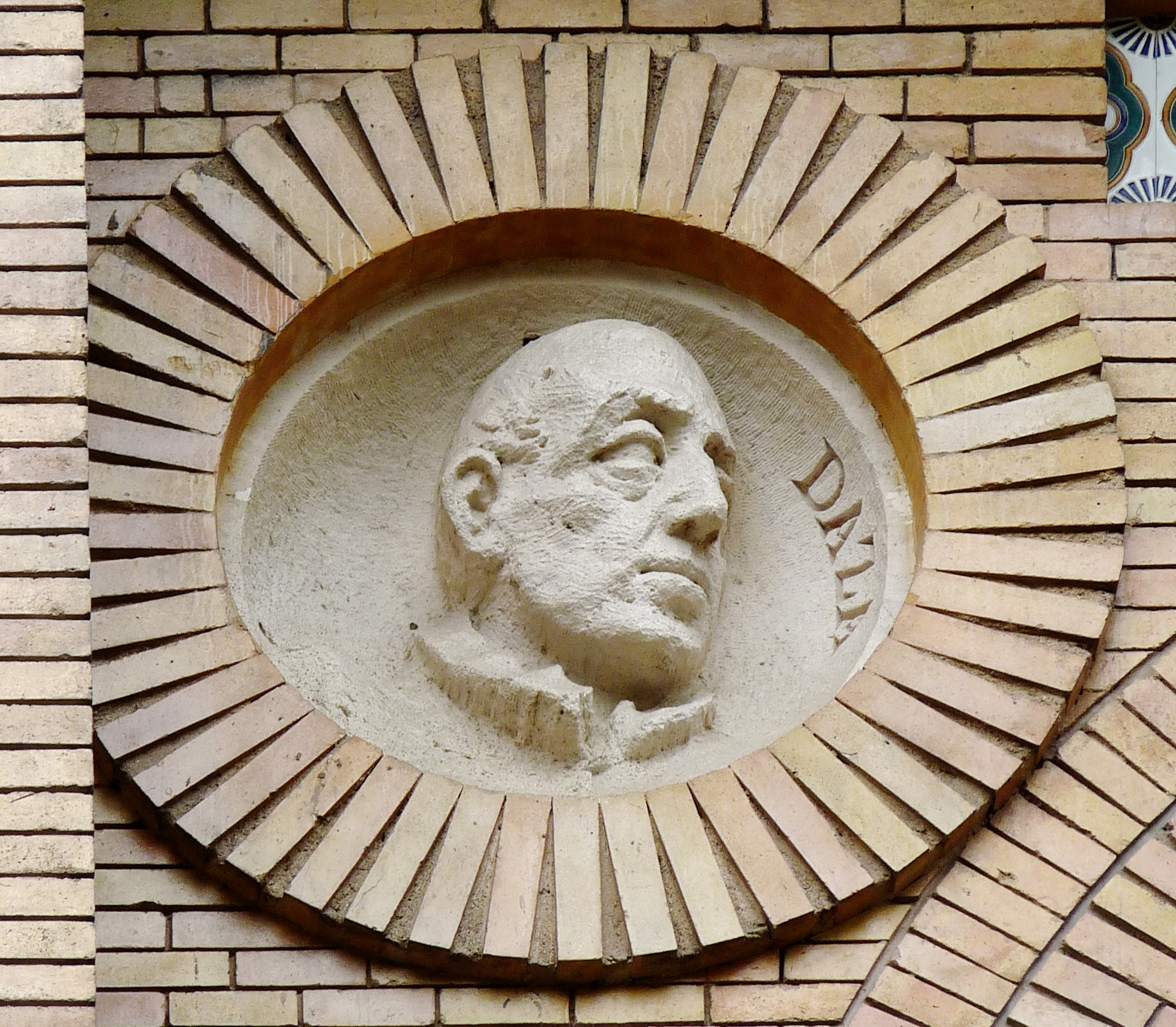
Medallón con un relieve representando a Daza en la Antigua Facultad de Medicina de Zaragoza.

Nacido en el seno de una familia de plateros de Córdoba —su padre Lucas de Valdés y su madre Elvira Daza—, siendo el segundo de seis hermanos, encaminó sus pasos al estudio, consiguiendo el grado de bachiller en artes y filosofía en 1609, en la Universidad de Sevilla. Posteriormente, estudió Derecho.
Fue nombrado notario de la Santa Inquisición, oficio que ejerció. A fines del siglo XVI y comienzos del XVII, los trabajos de Giambattista della Porta, Francesco Maurolico y Johannes Kepler supusieron un renacido interés hacia los vidrios correctores. En 1623, y haciendo uso de sus conocimientos en matemáticas y óptica, publicó la obra Uso de los anteojos para todo genero de vistas en que se enseña a conocer los grados que a cada uno le faltan de su vista, y los que tienen cualesquier anteojos y así mismo a que tiempo se han de usar, y como se pedirán en ausencia, con otros avisos importantes, a la utilidad y conservación de la vista, conocido vulgarmente como El uso de anteojos.
Gracias a esta obra se le considera uno de los precursores de la oftalmología moderna. En ella detalla cómo clasificar las lentes, cómo graduar la vista, además de cómo operar las cataratas e incluso propone colocarse cristales ahumados contra los efectos nocivos del sol. El esquema propuesto por Daza de Valdés para clasificar las lentes es el distintivo de la Sociedad Española de Oftalmología.
En la fachada de su casa natal, el Ayuntamiento de Córdoba colocó una placa con la siguiente inscripción:

En la casa de este solar nació en el año 1591 el Licdo. BENITO DAZA DE VALDES. Autor de USO DE LOS ANTEOJOS el primer libro sobre lentes publicado en el mundo (1623).
Homenaje del Ayuntamiento de Córdoba (1967).